# Carlos Fuentes Macías
Carlos Fuentes Macías (Ciutat de Panamà, 11 de novembre de 1928 - Ciutat de Mèxic, 15 de maig de 2012) fou un advocat i escriptor mexicà, un dels autors llatinoamericans més coneguts de finals del segle xx i que fou guardonat amb el Premi Cervantes el 1987.

## Biografia
Fuentes nasqué l'11 de novembre de 1928 a Panamà, ja que el seu pare era membre del cos diplomàtic mexicà en aquest país. A Ciutat de Panamà va estudiar la història i geografia de Mèxic. Van passar diversos anys perquè conegués aquesta realitat, però mentrestant va viure a Santiago de Xile i Buenos Aires, on va rebre la influència de notables personalitats de l'esfera cultural americana, com Pablo Neruda i David Alfaro Siqueiros, entre d'altres.
Als 16 anys arribà a Mèxic. S'inicià com a periodista col·laborador de la revista Hoy i obtingué el primer lloc del concurs literari del Col·legi Francès Morelos. Posteriorment obtingué el títol de llicenciat en Dret per la UNAM, viatjant el 1950 fins a Europa on realitza estudis de Dret internacional a la Universitat de Ginebra.
El 1954 publicà els seus primers contes titulats Los días enmascarados, reunits en la col·lecció Los Presentes. Al costat d'Emmanuel Carballo va dirigir la Revista Mexicana de Literatura, i El Espectador amb Víctor González Olea i Enrique González Pedrero.
Durant la dècada de 1960 visqué a París, Venècia, Londres i Ciutat de Mèxic, establint-se a partir de la dècada de 1970 a Washington DC, on treballà a l'Institut Woodrow Wilson. El 1972 fou nomenat ambaixador de Mèxic a França, càrrec que renuncià l'any 1978 pel descontentament davant el nomenament de l'expresident Gustavo Díaz Ordaz com a ambaixador mexicà a Espanya.
El 1987 fou guardonat amb el Premi Cervantes, màxim guardó de les lletres castellanes, i el 1994 amb el Premi Príncep d'Astúries de les Lletres per «la defensa que en la seva escriptura fa tant de la llibertat d'imaginació com de la dignitat del pensament; per l'aportació que la seva obra suposa a la cultura i igualment per la seva contribució a la solidaritat universal i al progrés dels pobles».
Morí el 15 de maig de 2012 a Ciutat de Mèxic a l'edat de 83 anys.

## Obres publicades
| - La región más transparente (1958) - Las buenas conciencias (1959) - Aura (1962) - La muerte de Artemio Cruz (1962) - Zona Sagrada (1967) - Cambio de piel (1967) - Cumpleaños (1969) - Terra Nostra (1975) - La cabeza de la hidra (1978) - Una familia lejana (1980) - Gringo Viejo (1985) - Cristóbal Nonato (1987) - Constancia y otras novelas para vírgenes (1990) - La campaña (1990) - El espejo enterrado (1992) - El naranjo o los círculos del tiempo (1993) - Diana o la cazadora solitaria (1996) - Los años con Laura Díaz (1999) - Instinto de Inez (2001) - La Silla del Águila (2003) - Todas las Familias Felices (2006) | - La nueva novela hispanoamericana (1969) - El mundo de José Luis Cuevas (1969) - Casa con dos puertas (1970) - Tiempo mexicano (1971) - Cervantes o la crítica de la lectura (1976) - Valiente mundo nuevo (1990) - El espejo enterrado (1992) - Geografía de la novela (1993) - Nuevo tiempo mexicano (1995) - Retratos en el tiempo, amb Carlos Fuentes Lemus (2000) - Los cinco soles de México (2000) - En esto creo (2002) - Contra Bush (2004) - Los 68 (2005) | - Los días enmascarados (1954) - Cantar de ciegos (1964) - Agua quemada (1981) - La frontera de cristal (1995) - Inquieta compañía (2004) - Todos los gatos son pardos (1970) - El tuerto es rey (1970) - Los reinos originarios: teatro hispano-mexicano (1971) - Orquídeas a la luz de la luna (1982) - Ceremonias del alba (1990) |